# Ussy-sur-Marne
Ussy-sur-Marne – miejscowość i gmina we Francji, w regionie Île-de-France, w departamencie Sekwana i Marna.
Według danych na rok 1990 gminę zamieszkiwało 720 osób, a gęstość zaludnienia wynosiła 52 osób/km² (wśród 1287 gmin regionu Île-de-France Ussy-sur-Marne plasuje się na 711. miejscu pod względem liczby ludności, natomiast pod względem powierzchni na miejscu 199.).